# Turija, Bačka de Sud
Turija (Турија, română Turia) este un sat situat în partea de nord a Serbiei, în Voivodina. Aparține de comuna Srbobran.

## Personalități născute aici
- Paraskeva Drapšin (n. 1938), călugăriță, stareță a Mănăstirii Jazak.